# Aon Center (Los Angeles)
Aon Center – wieżowiec w Los Angeles (Kalifornia) położony w centrum miasta przy 707 Wilshire Boulevard. Budowa obiektu zakończona została w 1974 r. Wieżowiec ma pudełkowaty kształt i jest typowym biurowcem modernistycznym, posiada 62 piętra i wznosi się na wysokość 261,5 m. Kiedy budynek został wzniesiony był najwyższym biurowcem na zachód od rzeki Missisipi, aż do czasu gdy w 1982 r. na terenie Houston wybudowano First Interstate Tower. Ponadto Aon Center był najwyższym budynkiem w Los Angeles, tytuł ten stracił wraz z wybudowaniem US Bank Tower w 1989 r., mimo to nadal pozostaje drugim co do wielkości obiektem w mieście.
4 maja 1988 r. około godz. 22 wieczorem na dwunastym piętrze budynku wybuchł pożar. Trwał godzinę i zniszczył pięć pięter budynku. W wyniku tragedii zostało rannych czterdzieści osób. Pożar był groźny, ponieważ robotnicy odłączyli pompy zasilające system przeciwpożarowy. Straty związane z wypadkiem oszacowane zostały na 50 milionów dolarów, a remont wieżowca trwał cztery miesiące.